# Jaroslav Králíček
Jaroslav Králíček (* 17. května 1925 Praha – 28. května 2013) byl profesor chemie na VŠCHT a badatel v oblasti makromolekulární chemie. V roce 1951 absolvoval VŠCHT, aspiranturu vykonával pod vedením Otty Wichterleho do roku 1959. Podílel se s Janem Šebendou a O. Wichterlem na řadě vědeckých prací ohledně aktivované aniontové polymeraci kaprolaktamu.. V roce 1969 se stal docentem a v roce 1978 byl jmenován profesorem. Spoluvydal dvě monografie zaměřené na polymery pro litografickou techniku.